# -Ballad Best Singles- WHITE ROAD
『-Ballad Best Singles- WHITE ROAD』（バラッド・ベスト・シングルス ホワイトロード）は、日本のロックバンド、GLAYのバラード・ベストアルバム。
2005年1月19日に東芝EMIよりリリースされた。

## 解説
- 本作品はバラッド曲（叙情詩）を集めたベストアルバムであり、GLAYが今までに発表したシングル曲の中から13曲と、新曲「つづれ織り〜so far and yet so close〜」を含む14曲で構成されている。
- ちなみに収録されている曲の中には「SOUL LOVE」「Blue Jean」といった、曲調からバラードではない楽曲が収録されているが、これはTAKUROが本アルバムのコンセプトを「バラードではなくバラッド、つまり叙情詩という意味でメロディよりも歌詞内容に焦点を当てた」としたためである（その意味ではサザンオールスターズの『バラッド』に近いスタンスといえる）。

## 収録曲
1. ホワイトロード
32ndシングル。アルバム初収録。
2. Way of Difference
25thシングル。シングルバージョンはアルバム初収録。
3. SOUL LOVE
14thシングル。4thアルバム『pure soul』に収録されたテイクを収録。
4. BELOVED
9thシングル
5. SPECIAL THANKS
20thシングル「とまどい／SPECIAL THANKS」の2曲目。
6. Blue Jean
31stシングル。アルバム初収録。
7. 逢いたい気持ち
27thシングル。アルバム初収録。
8. a Boy〜ずっと忘れない〜
10thシングル
9. HOWEVER
12thシングル
10. ずっと2人で…
5thシングル「ずっと2人で…／GONE WITH THE WIND」の1曲目。今作では最も古い音源。
11. BE WITH YOU
15thシングル。歌い出し部分にシングルにないブレス音が入っている。
12. Winter,again
16thシングル。
iTunesで配信されているリマスター版は『HEAVY GAUGE』に収録されたテイクを収録。
13. 時の雫
29thシングル。記載はないが29thシングルのカップリングに収録されている「時の雫 (Radio edit)」である。このバージョンはアルバム初収録。
14. つづれ織り〜so far and yet so close〜
2003年のアリーナツアーのエンディングで流されて以来長期間話題になっていた、今回初音源化された新曲。
GLAY楽曲には珍しく“私”を一人称に綴られており、女性が感情移入しやすいラブソングであると同時に、ファンとGLAYとの揺るぎない関係性を重ね合わせることもできる、多面的で奥深い歌詞となっている[1]。
2014年11月5日リリースの13thアルバム『MUSIC LIFE』の特典ディスク「BALLAD BEST☆MELODIES」の収録楽曲を選ぶ投票企画で1位を獲得し、1曲目として収録された[1]。
また、2014年11月から2015年2月まで開催の全国アリーナツアー『GLAY ARENA TOUR 2014-2015 Miracle Music Hunt』で披露されたことでも反響を呼び[1]、 10年の時を経てUSENリクエスト J-POP HOT30 2015年1月14日付のランキングで1位を獲得した[1]。
この影響により、無料映像配信サービス「GYAO!」とタッグを組み、写真3000枚を公募し、1枚1枚の写真をつなぎ合わせ、1つの物語を描き出す壮大な作品に仕上げたミュージック・ビデオが制作された[2][3]。
また、2015年5月25日に発売されたシングル「HEROES／微熱Ⓐgirlサマー／つづれ織り 〜so far and yet so close〜」でシングル化され、『GLAY ARENA TOUR 2014-2015 Miracle Music Hunt』でのライブバージョンで収録された[4]。